# Podkonice (Słowacja)
Podkonice – wieś (obec) na Słowacji położona w kraju bańskobystrzyckim, w powiecie Bańska Bystrzyca. Znajduje się u południowego podnóża Starohorskich Wierchów (szczyty Vysoká 961 m i Vysoká 988 m). Pierwsze wzmianki o miejscowości pochodzą z roku 1340.
Według danych z dnia 31 grudnia 2010, wieś zamieszkiwało 879 osób, w tym 462 kobiet i 417 mężczyzn.
W 2001 roku rozkład populacji względem narodowości i przynależności etnicznej wyglądał następująco:

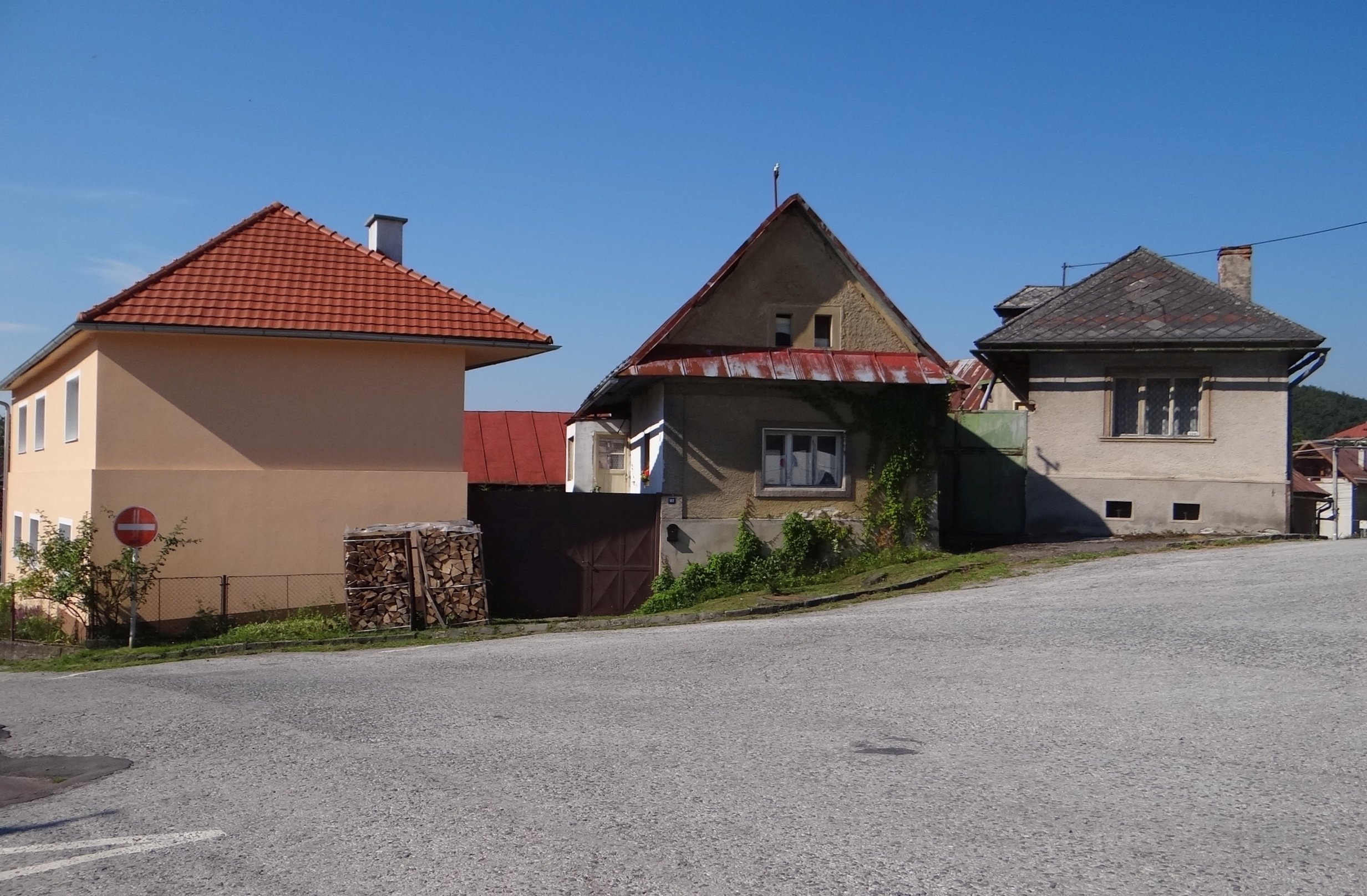
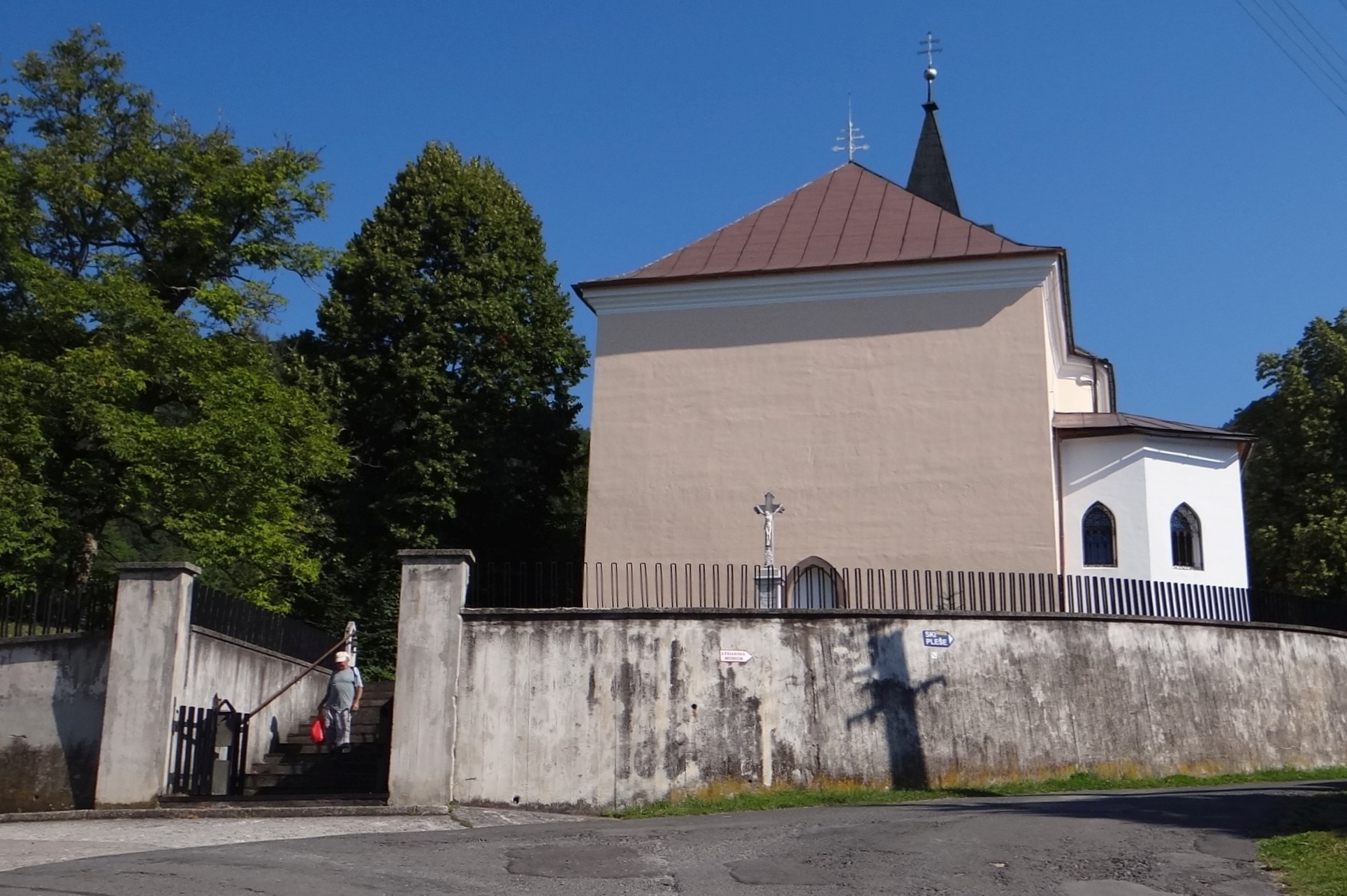
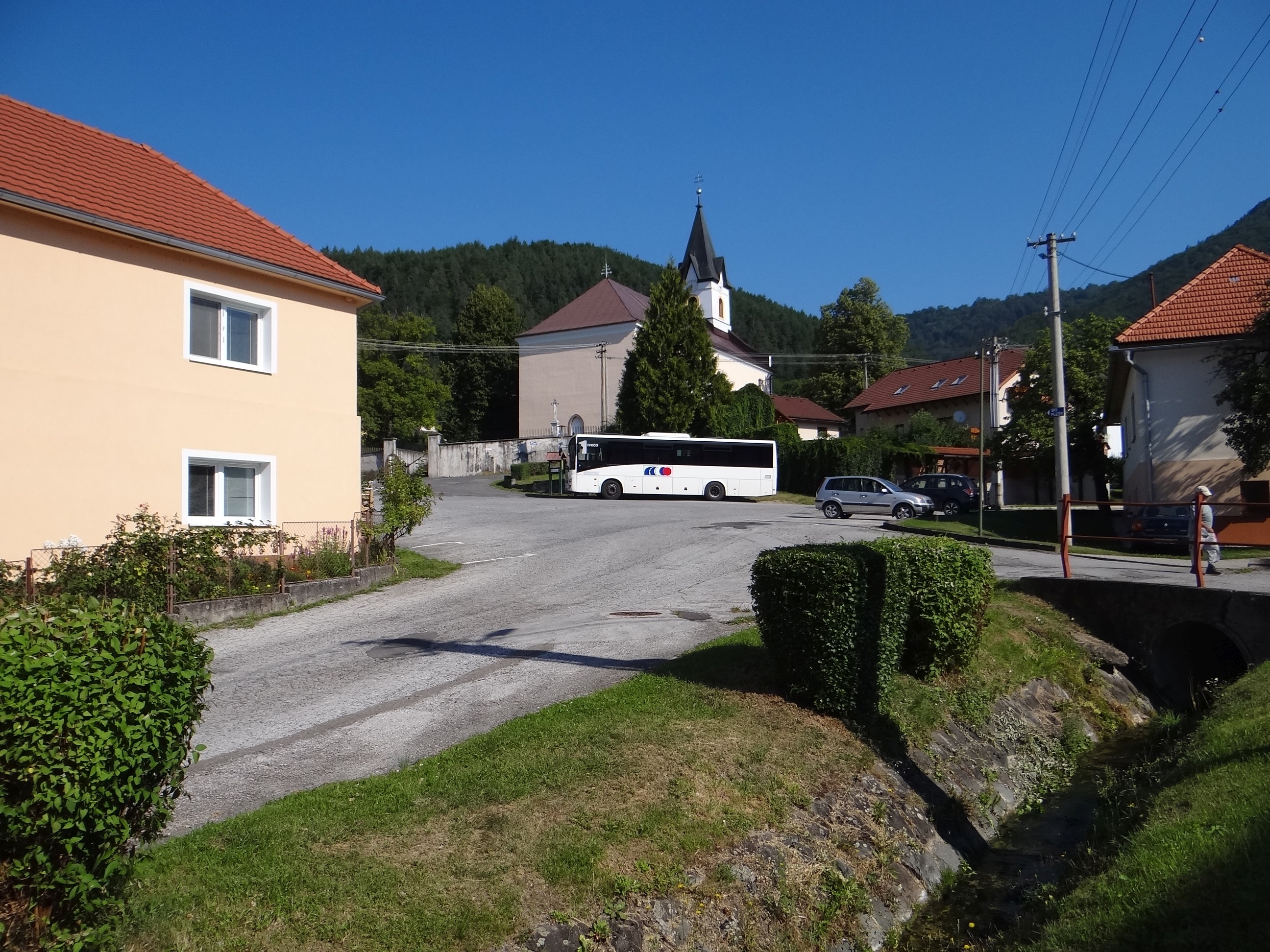
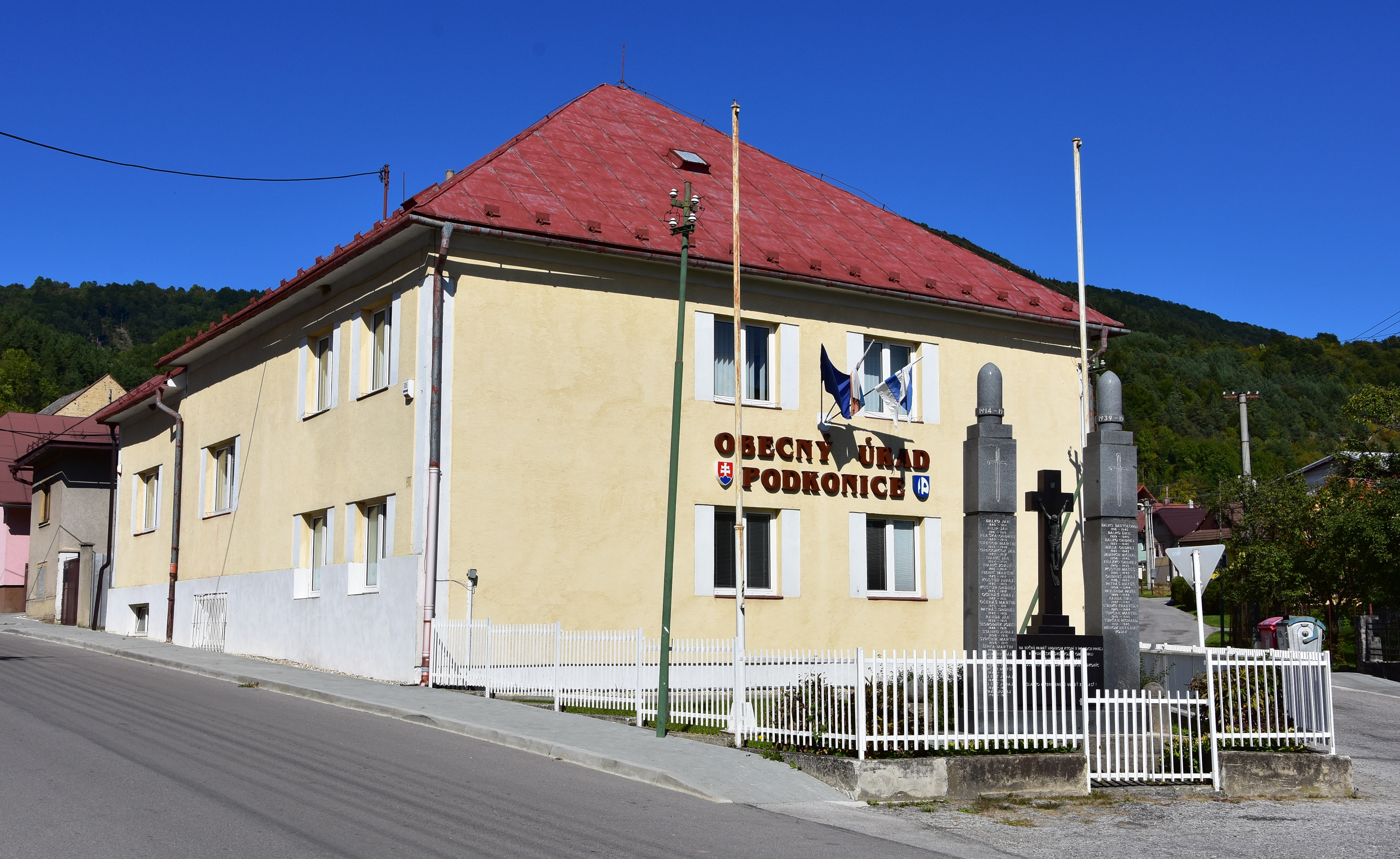

- Słowacy – 98,41%
- Czesi – 0,68%
- Polacy – 0,23%
- Węgrzy – 0,23%